# 马克·休斯 (商人)
馬克·R.休斯 （英語：Mark R.Hughes，1956年1月1日—2000年5月21日），美国商人、賀寶芙国际有限公司的创始人、董事长及首席执行官。

## 早期生活
1956年1月1日，馬克·休斯出生于拉米拉达，他是傑克·雷諾茲和喬·安·休斯的儿子。 在馬克·休斯14歲時，他的父母宣佈離婚，他的母亲獲得了休斯的撫養权。
由於休斯的母亲患有情緒病，他們依靠福利金维持生活。她依靠安非他命和安眠药進行減肥和情緒治療。 休斯就讀到九年級後辍学，並開始吸毒。他承認自己「有点犯错」和「触犯了法律。」  16 岁时，他到CEDU工作，此組織專为问题青少年提供戒毒及就學服务，隸屬於Synanon。此組織成立于 1958 年，但後來被定為邪教组织。      然而，馬克休斯成為了最好的推销员。後來，《人物》更訪問了他：“要獲得人們的認可，取决于你有多少资金。”，“雖然压力很大，但我想马上得到最好的東西。” 
1975 年 4 月 27 日，休斯 19 岁，他仍在为 CEDU 工作，当时他的母亲因過量使用藥物而死在她的寓所里。 根据驗屍报告，她的床边发现了几瓶空的药物瓶，她的医生告诉验尸官，她所服用的止痛藥物劑量達到致死水平，死於「過量服用藥物」。

## 职业
1976 年時，休斯在 Seyforth 开始销售减肥产品。他在那里工作了三年，成為公司收入最高的 100 人之一。 
然而1976 年，Seyforth倒閉，他轉入 Golden Youth，这同樣是一家销售健身器材和体重控制产品的直销公司。可是，Golden Youth亦很快倒闭，馬克休斯决定自己创业。 
1980 年 2 月，24 岁的馬克休斯创立了賀寶芙国际公司。賀寶芙透過多层次傳销，迅速成为全球最大的经销商之一。2013年時，賀寶芙公司稱在95个地區的零售额達至 75 亿美元。 
在 1980 年代中期，馬克休斯被美國食品和药物監督管理局、加利福尼亚州总检察长办公室和州卫生部起诉，理由是賀寶芙产品涉及虚假健康声明以及不正當销售这些产品。卫生机构指责賀寶芙公司涉縑違反标签标准并使用不正当的销售做法。 
监管机构提到，该公司提出了药用声明，药品為受 FDA 监管，但营养补充剂则不受监管。然而，仍有不少专家質疑賀寶芙产品的功效，他們稱產品过于依赖泻药和咖啡因。 
1985 年 3 月，加利福尼亚州总检察长和州卫生服务部指控賀寶芙“不真实或具有误导性”的声明——主要涉及賀寶芙产品中的咖啡因含量超標——并实施“無盡的连锁营销计划”。
後來，不少用家投诉賀寶芙，美国参议院隨即舉行聽證會，其中一个小组委员会在 5 月致电馬克休斯。谈到证词中批评賀寶芙的营养专家小组，然而馬克休斯问到參議員：“如果他们是减肥专家，为什么他们这么胖？” 
在听证会上，休斯承认他在9 年级就輟學。当在听证会上被问及他如何有资格挑战医学专家时，馬克休斯回答说：“我認為沒有人能够像这家公司一样取得成果。” 
馬克休斯于 1986 年与监管机构达成和解，为了解决他与州政府之間的问题，馬克休斯同意支付 85 万美元。当时， 《华尔街日报》援引加利福尼亚州总检察长约翰·范德坎普的话说，这是“有史以来从保健品公司获得的最大和解”。

## 个人生活
1979 年，休斯遇到了凯瑟琳·怀廷，她成为了他的第一任妻子。然而，他们于1984年离婚，同年，他与瑞典选美皇后安吉拉·麦克结婚。 
1987 年 9 月，休斯与前女演员、法庭记者及美国小姐苏珊·施罗德结婚。1991 年 12 月，馬克休斯和他的妻子苏珊有了他唯一的儿子--亚历山大·雷诺兹亞力克休斯。 苏珊於 1997 年 9 月向休斯提出离婚。 
1999年2月，休斯与美国女演员兼模特达西·拉皮尔结婚。他们的婚姻一直持续到次年 2000 年 5 月 21 日。是日，他於加利福尼亚州马里布的家中去世。 
洛杉矶县验尸官办公室的斯科特·卡里尔说，最终的驗屍结果发现，44 岁的休斯摄入了過量酒精和多塞平，多塞平是抗抑郁药。他的血液酒精浓度为 0.21。 
休斯当时 9 岁的儿子亞歷山大·雷諾茲·休斯被指定为他父亲遗产的唯一受益人，估计价值 4 亿美元。休斯的遗嘱规定，在亞歷山大·雷諾茲·休斯 35 岁之前，他的大部分遗产将由傑克·雷諾茲（亞歷山大·雷諾茲·休斯的祖父）、律师康拉德克莱恩和康宝莱执行官克里斯托弗派尔管理的信托基金持有。   2006 年，洛杉矶高等法院裁定傑克·雷諾茲因将控制权让给 Klein，并将亞歷山大·雷諾茲·休斯的个人资产与合伙账户混合，從而违反了多项遗嘱法，因此裁定解除对 3500 万美元的监护权的监管。  雷諾茲因此而被停职， 但直到 2013 年，他仍然是三名受托人之一，当时一名法官在另一起诉讼中下令将这三人全部撤职，因为他们对资金管理不善，违反了信托条款。 被撤职后，亚历克斯选择了富达投资来监督该基金——这一决定后来在加州上诉法院被推翻。 

## 慈善事业
馬克·休斯和蘇珊·施羅德于 1994 年時，成立了賀寶芙家庭基金会 (HFF)，这是一个非营利组织，致力于通过慈善帮助儿童的营养需求并为自然灾害受害者提供资金来改善弱势儿童的生活。   

## 參看
- 賀寶芙國際有限公司
- 商人
- 推銷